# Jarosław Mecmajer
Jarosław Mecmajer, né le 4 décembre 1993, est un taekwondoïste polonais. Il évolue dans les catégories de poids -63 kg.

## Palmarès

### Championnats d'Europe
- Médaille d'argent en 2016 à Montreux (Suisse), en catégorie -63 kg.